# 天使降臨之頂
天使降臨之頂是一個位於美國猶他州南部錫安國家公園的石頭山，高度454公尺（約1488英呎）。 1926年規劃了一條深入巨石之間的登山道，讓人可以沿途攻頂，從天使降臨的頂端欣賞錫安峽谷的美景。

## 登山道
天使降臨之頂的登山道約3.9公里（2.4英哩） ，始於錫安國家公園班車系統（早春到晚秋營運）「The Grotto」 。登山道一開始大致遵循維爾京河的路線，為沙地的緩坡，之後會經果幾個髮夾彎，開始快速增加高度，而登山道也會穿越天使降臨之頂與錫安峽谷之間的上升路段。Walter's Wiggles有連續21個髮夾彎 ，是要到達Scout Lookout的最後一個關卡。對於沒有要登上天使降臨之頂的登山客來說，Scout Lookout便是此行的終點了，而最後登頂的0.5英里非常困難，必須拉著鐵鍊手腳並用攀爬、並面對不少狹窄和急墜的路段。

根據美國國家公園管理局的說法，「前往天使降臨之頂的路線有陡峭、狹窄的山脊，沿途會有支撐用的鐵鍊協助攀爬；當石頭是乾燥的時候，立足點可能會易滑，在相鄰及墜處岩石表面刻有粗糙的立足點。當潮濕、結冰或雷雨時請不要踏入此地。天黑後也不要進行攀爬計畫。年幼的兒童不建議翻爬，而年齡較大的孩童則也需要嚴密的監督。 

## 相片集

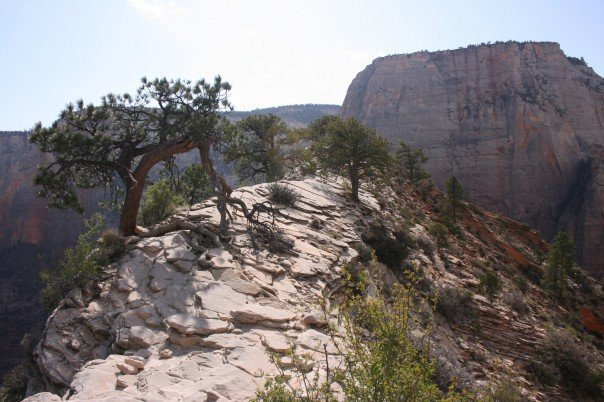
天使降臨之頂頂端的景色
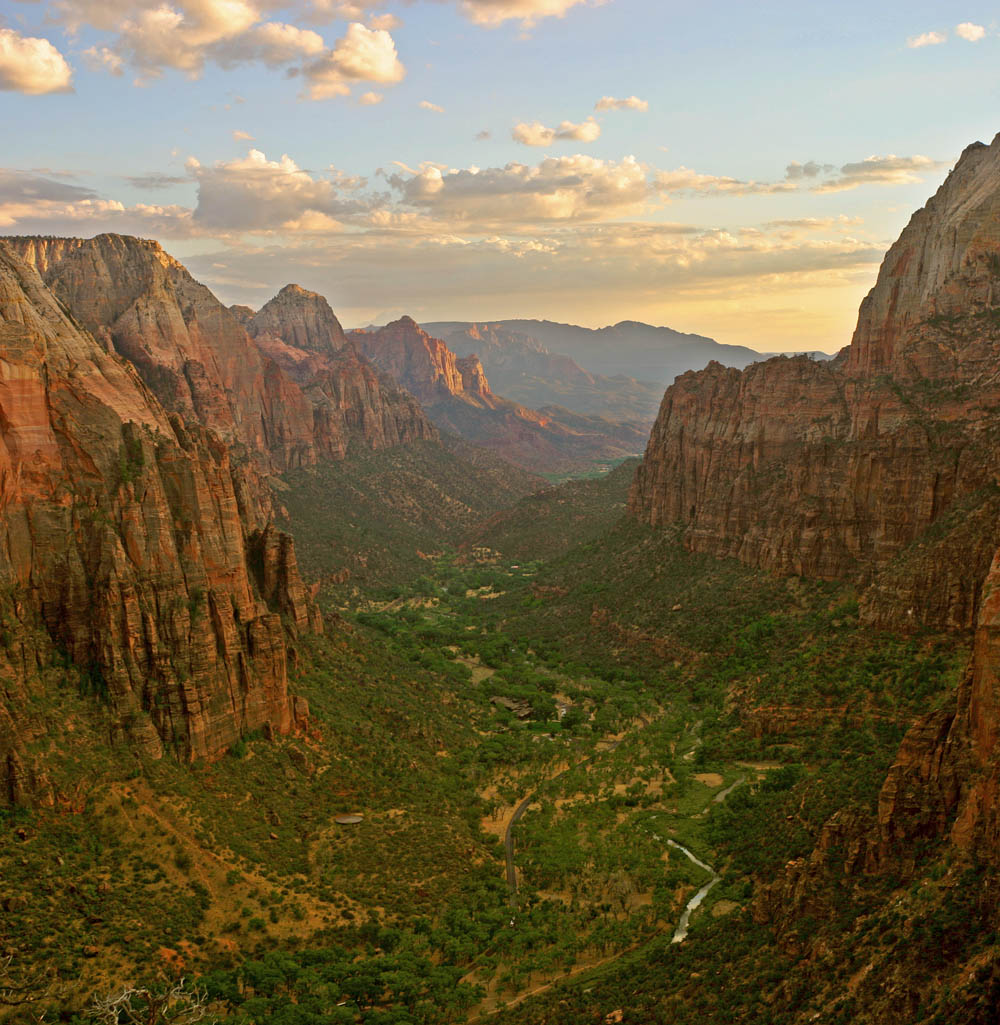
從天使降臨之頂觀看錫安峽谷的景色
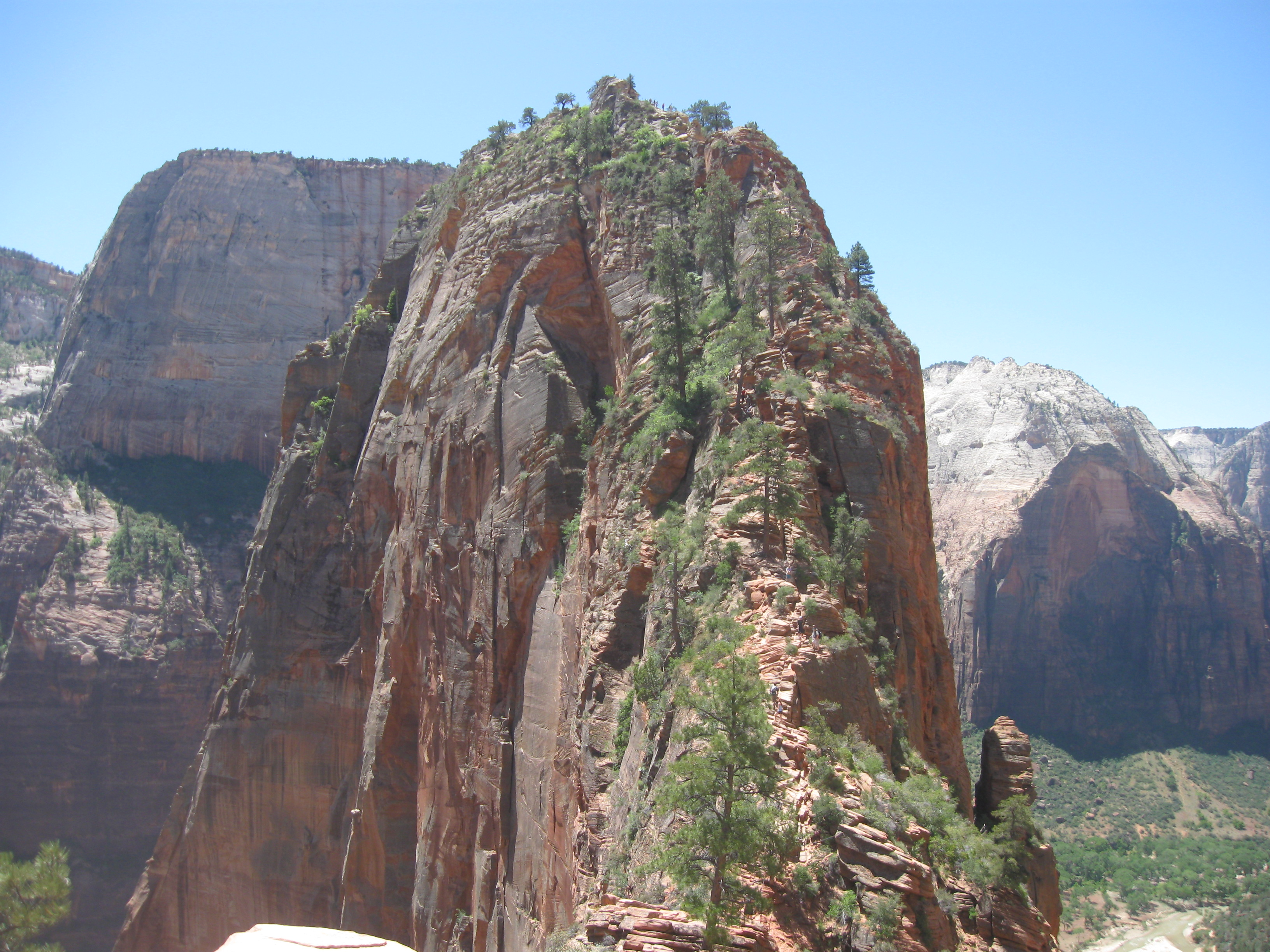
從登山道看天使降臨之頂
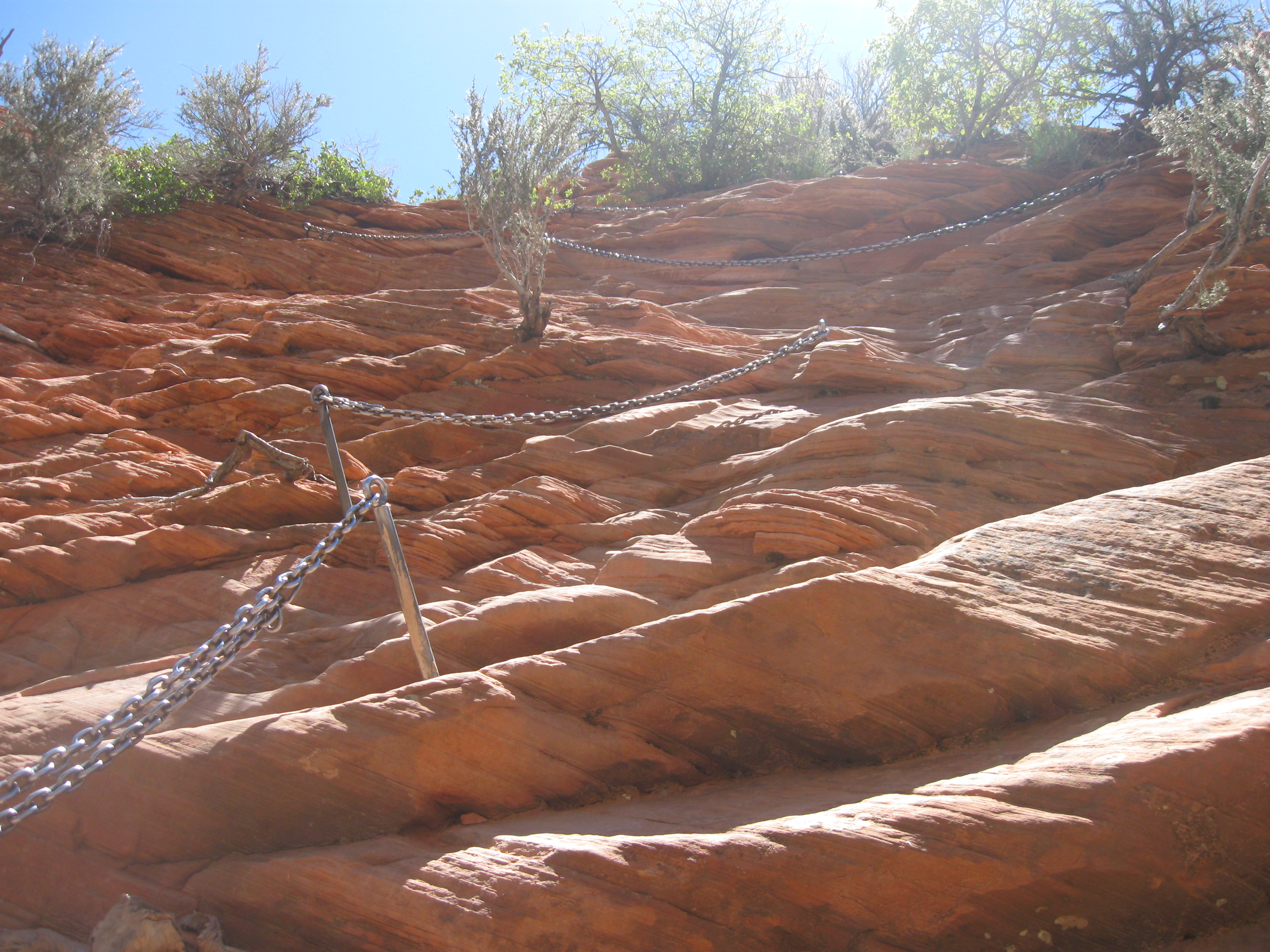
有鐵鍊的登山道
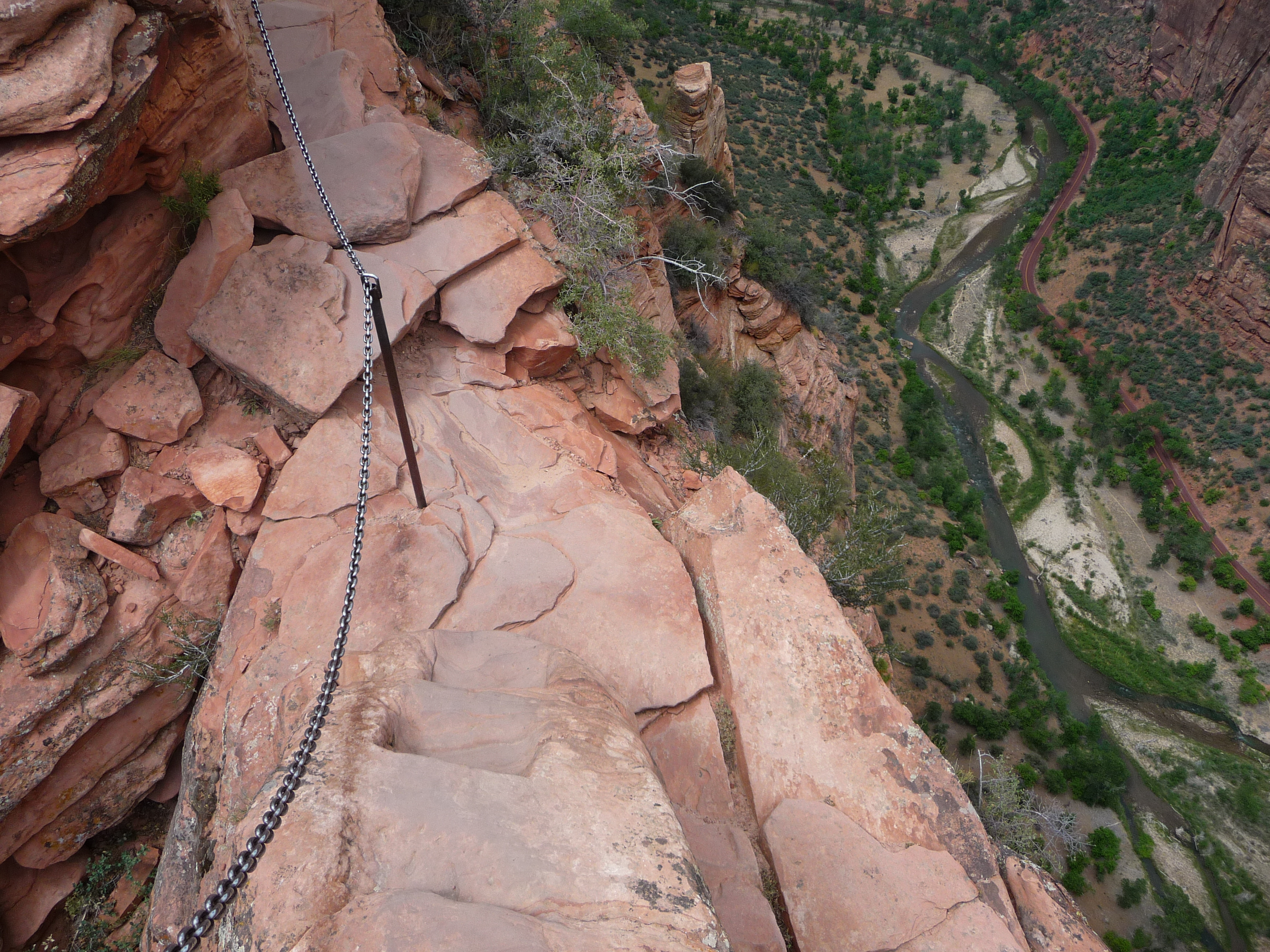
從天使降臨之頂觀看錫安峽谷的景色
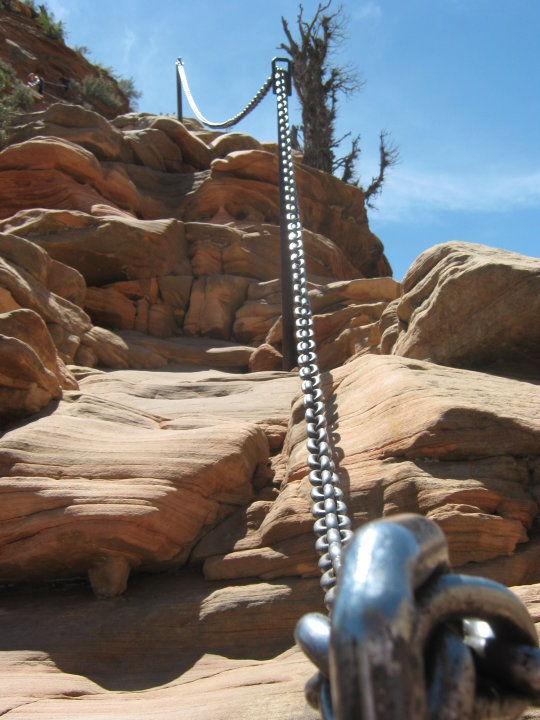
最後半英里的登山道與鐵鍊

## 外部連結
- Angel's Landing Photos and Trip Report 2012 （页面存档备份，存于）
- Angels Landing winter hike and trip report. （页面存档备份，存于） February 2010.
- Angel's Landing trip report （页面存档备份，存于）
- Photo gallery of entire trail from start to end （页面存档备份，存于）